# Ярочин (Підкарпатське воєводство)
Ярочин або Яротин (пол. Jarocin) — село на Закерзонні в Польщі, у гміні Яроцин Ніжанського повіту Підкарпатського воєводства.
Населення — 1248 осіб (2011).

## Історія
Після анексії поляками Галичини західне Надсяння півтисячоліття піддавалось інтенсивній латинізації та полонізації.
У 1831 р. в селі було 54 греко-католики, які належали до парафії Дубрівка Каньчузького деканату Перемишльської єпархії. Окремо до 1875 р. обліковувались греко-католики присілку Смутки. На той час унаслідок насильної асиміляції українці західного Надсяння опинилися в меншості.
Відповідно до «Географічного словника Королівства Польського» у 1882 році Ярочин належав до у Нисківського повіту Королівства Галичини та Володимирії Австро-Угорщини, в селі мешкало 1044 осіб, з них 910 римо-католиків, 96 греко-католиків і 38 юдеїв. За шематизмом того року в селі Ярочин було 111 парафіян, ще 7 було у Майдані Бірчанському.
На 1 січня 1939 року в селі мешкало 1070 осіб (60 українців-греко-католиків, 950 поляків і 60 юдеїв). Село входило до ґміни Яроцин Нисківського повіту Львівського воєводства Польщі, в селі проживав 161 українець-греко-католик (парафія Дубрівка Лежайського деканату Перемишльської єпархії). Через свою нечисленність вони не могли протистояти антиукраїнському терору під час та після Другої світової війни.
У 1975—1998 роках село належало до Тарнобжезького воєводства.

## Демографія
Демографічна структура станом на 31 березня 2011 року:
|          | Загалом | Допрацездатний вік | Працездатний вік | Постпрацездатний вік |
| -------- | ------- | ------------------ | ---------------- | -------------------- |
| Чоловіки | 607     | 100                | 438              | 69                   |
| Жінки    | 641     | 112                | 395              | 134                  |
| Разом    | 1248    | 212                | 833              | 203                  |

## Прихід
Кількість греко-католиків у селі: 1831—54, 1842—70, 1849—66, 1869—104, 1880—96, 1889—100, 1899—83, 1913—70, 1934—159, 1939—161.